# An-8 (航空機)
An-8
アエロフロート・ロシア航空のAn-8（1992年7月17日）
- 用途：戦術輸送機
- 分類：輸送機
- 製造者：アントノフ設計局[1]
- 運用者：ソ連空軍、アエロフロート・ロシア航空
- 初飛行：1956年2月11日[1]
- 生産数：151[1]
- 退役：2004年[1]

An-8（ロシア語: Ан-8）は、ソビエト連邦の輸送機。アントーノフ設計局により設計された。NATOコードネームはキャンプ（Camp）である。

## 開発
1951年12月、第153試作設計局（ОКБ-153、翌年第473国営特別試作設計局、後のアントーノフ設計局）が双発の戦術輸送機の設計に着手していた。DT-5/8（Desahntno-Trahnsportnyy、ДТ 5/8 Транспортно-десантный）と命名されたこの計画は、クズネツォフTV-2 ターボプロップエンジン2基を搭載し、機体後部のカーゴドアから空中投下を可能とする設計であった。1953年12月11日、ソビエト閣僚会議により命令書No.2922-1251が発行され、DT-5/8を元とした双発輸送機の開発が開始された。内部でIzdeliye P（изделие «П»）と命名されていた設計により、高翼、2基のターボプロップエンジン、主脚を機体下部両側面にポッド式とした三脚式の降着装置、カーゴドアの取り回しを向上させるための切り上がった機体後部といった基本設計が形成された。公試において問題が指摘され、採用には至らなかった。これはスピンしやすい特性による安定性・操縦性の問題、ノーズギアの振動、秒速6m以上の横風を受けた時の着陸の困難さ、そして、フゴイド運動を起こすためパイロットの疲労が重大なものであることであった。これら空力設計の失敗に加えて、TV-2 エンジンは高度6,000m以上では気流が安定しないと始動が難しいことも明らかとなった。
再設計が行われ、垂直尾翼と水平尾翼の大型化、機体後部上方側面へのストレーキの追加と主翼スラットの削除、機体構造の強化、TV-2 エンジンからイーウチェンコAI-20Dへのエンジン変更、空虚重量の3t削減といった変化がもたらされた。この改設計にはプレス加工と鍛造による大型で頑丈な部品、押し出し成形による長いパーツの実現、ケミカルミーリングによる大型の外板の加工などの新技術が要求された。
An-8の型番が付与され、タシュケントのGAZ-34工廠で1957年-1961年にかけて生産された。Li-2は搭載量に勝るAn-8によって更新されることになった。An-8の機首は、ナビゲーター用にガラス張りとなっており、その下方に航法レーダーがあった。貨物室は与圧されておらず、尾部に有人機銃を備えていた。
1958年に量産1号機が完成、この時AI-20Dは初期段階であり、定格以下の出力しか出せない状態であったが、降着装置、給油口、与圧および着氷防止装置の改善、より薄い外板、方向舵の可動範囲の拡大が行われた。

## 運用
大半の機体がソ連空軍により使用され、プラハの春に対する1968年の侵攻では、特殊部隊を乗せた2機がプルゼニの空港に着陸している。電子偵察機として数機が運用され、1機が1966年の中国の核実験に際して大気サンプリングを行った。1970年代まで使用された後、アエロフロート・ロシア航空に貨物機として多くの機体が譲渡された。1990年代初頭にいくつかの事故を起こしたことで退役が始まった。その後もロシア以外では、中東、リベリアやアンゴラなどで使用が継続され（一部の機体には死の商人として有名なヴィクトル・ボウトが関与しているとされている）、型式証明とサポートを打ち切ったのは2004年になってのことであった。

## 型式

### 試作機
DT-5/8
原型。
Izdeliye P（изделие «П»）
プロトタイプ。
Izdeliye P（изделие «Н»）
57人乗りの旅客機型。キャビンは与圧される設計であった。

### 量産機
An-8
初期生産型。
An-8T（топливовоз、Toplivovoz）
燃料輸送機型。5,300リットルの燃料タンク2つか、5,000リットルのロケット燃料タンク1つ（液体酸素などを含む）を装備。
An-8RR
放射線観測機（Radiotsionnyy Razvedchik）と推定されている。少なくとも1機が改造され、RR8311-100 ポッドを尾部の銃手席下方に取り付け、大気サンプリングを行った。

### 計画機
An-8M（Ан-8ПЛО、Morskoy）
対潜哨戒機型、計画のみ。
An-8RU（Ан-8РУ、Raketnymi Ooskoritelyami）
RATO試験型。1964年に1機が改造され、42tまで最大離陸重量を引き上げる計画であったが、試作機が墜落して計画は中止された。
An-8sh（Ан-8Ш штурманов、Shtoormanskiy）
ナビゲーター訓練型、計画のみ。
An-8PS（Ан-8ПС поисково-спасательный、Poiskovo-Spasahtel'nyy）
洋上捜索救難型、計画のみ。

## 運用者
- ソビエト連邦
  - 空軍、アエロフロート・ロシア航空
- シンガポール
  - エアマーク航空
- スリランカ
  - スカイキャブ航空
- アラブ首長国連邦
  - エアセス
  - サンタ・クルーズ・インペリアル航空

## 要目
出典: Airlife's World Aircraft
諸元
- 乗員: 6名（正副パイロット、ナビゲーター、航空機関士、尾部銃手、無線手）[4]
- 定員: 48名
- ペイロード: 19,000kg
- 全長: 26m
- 全高: 9.7m
- 翼幅: 30m
- 翼面積: 117.2m2 [4]
- 空虚重量: 21,250kg[4]
- 最大離陸重量: 40,000kg
- 動力: イーウチェンコAI-20D ターボプロップ、3,800kW    × 2

性能
- 最大速度: 610km/h
- 巡航速度: 480km/h
- 航続距離: 2,780km
- 実用上昇限度: 9,600m[5]
- 上昇率: 427m/min

武装
- 固定武装: АМ-23 23mm連装機関砲